# Michel Juffé

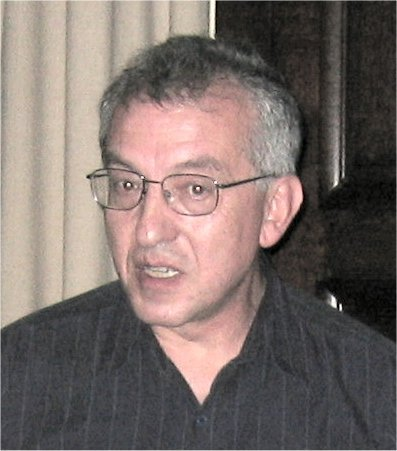
Michel Juffé est philosophe
Né en mars 1945, à Montpellier (France).
Il enseigna notamment à l'Université Paris 8, à l'école nationale des ponts et chaussées et au CNAM
Il écrit dans la Nouvelle Quinzaine Littéraire
Il publie des livres sur des thèmes aux carrefours de la philosophie morale et politique, de la psychanalyse et de l'anthropologie sociale.
Influencé par : Aristote, Spinoza, Nietzsche, Borges, Canguilhem, Simondon, Pérec...

Michel Juffé est un philosophe français, né le 30 mars 1945, à Montpellier.
Il se consacre aux problèmes d'éducation et de travail, puis aux questions d'éthique et de politique, et enfin d'écologie politique. Il est successivement professeur à l'école nationale des Ponts et Chaussées, professeur associé au Conservatoire national des Arts et Métiers puis professeur associé à l'université de Marne-la-Vallée.

## Biographie
Il effectue ses études secondaires au Lycée Rodin à Paris de 1956 à 1963.
Lors de ses études de philosophie à la Sorbonne (1963-1968), il passe son diplôme supérieur de philosophie, sur le thème de L'ontogenèse du comportement instinctif sous la direction de Gilbert Simondon. Reçu au CAPES de philosophie en 1969, il  devient professeur de psycho-pédagogie dans une école normale de jeunes filles. Il donne des cours à l'Université Paris-VIII, au département de sciences de l'éducation, qui ouvre ses portes en février 1969 et y devient assistant en 1972. Il examine la loi de 1971 sur la formation continue, en dirigeant l'enquête de terrain d'une étude sur son application. Il dirige ensuite une étude portant sur le jeu des acteurs face aux accidents du travail dans les entreprises. Il examine deux cas : les houillères et les BTP. Il en tire un ouvrage, sous le titre À corps perdu.
Quittant Vincennes pour aller à Madagascar en novembre 1977, il devient durant deux ans enseignant de philosophie au centre universitaire de Tuléar. Il quitte Madagascar en juillet 1980 pour le Togo, où  il dirige une équipe pluridisciplinaire de chercheurs sur l'éducation alimentaire en Afrique de l'Ouest. Il rentre en France en 1981 et participe à l'équipe de DEA en sciences de l'éducation à Paris 8 - St Denis. Il part en mission pour l'UNESCO - Banque mondiale, en Guinée-Conakry, en vue de la création d'un système d'enseignement technique supérieur.
Il entre à l'école nationale des Ponts et Chaussées en 1986, comme professeur de communication. De 1989 à 1998, il conseille le directeur de cette école. Il y devient, de 1992 à 2006, professeur de sociologie. Il présente et anime des conférences-débats Aux frontières du savoir, par exemple avec Raymond Boudon : la sociologie est-elle une science rigoureuse ? et crée un séminaire d'Éthique des entreprises et institutions (1995- 2002), traitant de cas (sang contaminé, OGM, déchets nucléaires, etc.) présentés par leurs protagonistes. Il conseille le directeur général de l'Institut géographique national pour l'adoption d'un « projet d'établissement ».
Il devient professeur associé à la chaire d'organisation du travail et de l'entreprise du Conservatoire national des arts et métiers (CNAM) de 1990 à 1997. Cette période est marquée par une activité de conseil auprès du directeur général d'EDF (1990-1991), puis du président de l'institut Renault de la qualité et du management (1995-1997). Pour le conseil général de la Lozère il étudie, en 1994-1995, la possibilité d'implanter à Mende un institut national du développement rural (INDER).
De 1997 à 2004, il devient professeur associé à l'université de Marne-la-Vallée. Il y enseigne la philosophie politique et de 1999 à 2004, y devient directeur d'un DESS de « communication de l'entreprise et des institutions ».
Il entre au conseil général des Ponts et Chaussées (ministère de l'équipement), en mars 2003, comme conseiller du vice-président du Conseil général de l'environnement et du développement durable (CGEDD),. Il s'initie à l'écologie et aux questions de développement durable et territoires, expérience dont il tirera son ouvrage Quelle croissance pour l'humanité ? paru en 2012. En mai 2010, il devient membre du comité d'orientation de la  stratégie nationale pour la biodiversité (SNB).
Il devient vice-président (2011), puis président (2013-2016) du conseil scientifique de l'association française pour la prévention des catastrophes naturelles (AFPCN),. Il est également membre d'ICOMOS-France et des amis de Cerisy-la-Salle.
Il écrit régulièrement, depuis 2016, dans la Nouvelle Quinzaine.
En 2016-2017, il participe à Paris VIII au séminaire international et interdisciplinaire de recherches spinozistes. En 2017, il participe au séminaire Histoire du corps, objets, méthodes, à l'École des hautes études en sciences sociales.
En 2019, il crée, avec des associés, une maison d'édition - L'Elan des mots - destinée à des publications en philosophie, sciences humaines, écologie et judaïsme. Six titres sont parus entre 2020 et 2022.
En 2024, il entre dans la direction éditoriale du journal Quinzaines, anciennement La Quinzaine littéraire.

## Une philosophie du désir: éthique, politique et écologie
La vague de mai 1968 le voit adhérer aux mouvements gauchistes des anti : anti-autorité, antipsychiatrie, anti-freudisme, etc. Après un survol rapide des pensées orientales (Inde, Chine) et du chamanisme amérindien, l'idée des trois niveaux (genres) de connaissance de Spinoza s'impose à lui. Ce parcours donne lieu en 1980 à une thèse de doctorat d'État ès lettres et sciences humaines (philosophie), Le sens de l'éducation : de l'être au non-être,, associant, entre autres, Spinoza, Héraclite et le taoïsme.
Ses ouvrages s'orientent vers les questions du désir « essence de l'homme » et d'une éthique naturaliste, à partir d'Aristote, Spinoza, Darwin et Freud.
À une époque (années 1980 et 1990) où le thème de l'altérité succédait à ceux de la différence et de la rupture, il aborde la question du Même et de l'Autre, en tant que genèse des liens sociaux, avec son livre Les fondements du lien social : Le justicier, le sage et l'ogre. Ce qui aboutit à trois degrés de conscience/connaissance : le sacrifice, l'échange et le don, ce dernier étant distinct de celui de la théorie du don/contre-don de Marcel Mauss. Y apparaissent les trois figures de l'Ogre, du Justicier et du Sage, et l'idée qu'elles n'existent jamais à l'état pur.
D'où s'ensuit une réflexion sur la filiation, qui aboutit à une critique du complexe d'Œdipe, étayée par les idées de Maria Torok et Nicolas Abraham sur la transmission inconsciente inter-générationnelle. Cette critique étend les questions de transmission culturelle consciente et inconsciente à l'ensemble de la constellation familiale, en prenant en compte un grand nombre de générations, ce qui est le cas des Cadmides, ancêtres d'Œdipe. Ce travail s'achève sur une « esquisse » de théorie de la possession, élargissant celle de l'abus sexuel. Il parait sous le titre La tragédie en héritage,.
Suivent diverses investigations et productions sur les liens entre philosophie et psychanalyse, l'idée persistante étant que philosophie et psychanalyse, même si leur plan d'insertion dans la réalité et dans la pratique sont différents, ont la même source : l'exploration du désir humain et sa réalisation heureuse. Cette perspective est illustrée par le thème de La perte, objet d'un colloque pluridisciplinaire à Cerisy, publié en 2005 aux Presses universitaires de France (PUF) sous le titre Expériences de la perte.
Enfin, cette exploration est marquée par la publication de deux ouvrages : Café-Spinoza (terminé en 2014, paru en janvier 2017) et Freud-Spinoza, Correspondance (avril 2016), tous deux voués à une théorie du désir orientée vers la « santé mentale », le « salut du peuple » et le « respect de la nature », avec l'alliance des principes monistes de Spinoza, des techniques psychanalytiques de Freud et de ses successeurs, et des travaux contemporains des biologistes et écologues.
Parmi ses publications figurent de nombreux articles,.

## Réception
Ses premiers ouvrages font l'objet de recensions telles que celles, respectives, de À corps perdu, L'accident du travail existe-t-il ? qui souligne le « long questionnement de l'AT et l'effort d'invention d'une problématique nouvelle » de l'auteur ; Les fondements du lien social: Le justicier, le sage et l'ogre, qui mentionne une « meilleure approche d'être ensemble » et apprécie « son sens de la complexité du social, des mythes et des discours qui le traversent » ; La tragédie en héritage, de Freud à Sophocle, qui salue « l'un des livres les plus originaux de l'année »,.
Les critiques sur son livre Sigmund Freud - Benedictus de Spinoza, Correspondance, 1676-1938 sont particulièrement positives, qualifiant  ce texte de « passionnant exercice de fiction philosophique », de « bel ouvrage », constituant de « véritables synthèses philosophiques et psychanalytiques, truffées de considérations politiques – sur le nazisme et Hitler », dans lequel l'« exercice de style est époustouflant » et qui « est à plus d’un titre un bonheur de lecture »,,,,. Il est traduit en turc, aux éditions Métis et en grec. De même, son ouvrage Café Spinoza a reçu un bon accueil,,.
Il s'est attaché, depuis 2018, à mieux comprendre ce qu'ont pu vivre les juifs de l'empire austro hongrois, jusqu'à sa dissolution et les effets de celle-ci, y compris le nazisme, jusqu'en 1945, date à laquelle la plupart des membres de sa famille paternelle ont disparu.
L'invasion de l'Ukraine (terre de ses ancêtres juifs, notamment en Galicie : Lviv, Ternopil) par la Russie le pousse à s'interroger sur ce que sont la nation et le peuple ukrainiens. Ce qui aboutit à un nouvel ouvrage, en collaboration avec Vincent Simon (historien), où l'on l'on remonte sur quelques siècles pour comprendre la plus brûlante et tragique actualité.

## Œuvres

### Ouvrages
- À corps perdu, L'accident du travail existe-t-il ?, Paris, Seuil, 1980, 190 p.  (ISBN 2-02-005703-4)
- Les fondements du lien social : Le justicier, le sage et l'ogre, Paris, PUF, 1995, 230 p.  (ISBN 9782130466321)
- Pouvoirs et valeurs dans l'entreprise, Paris, ESKA, 1996, 192 p.  (ISBN 2-86911-425-7)
- Aux frontières du savoir, Paris, Presses des Ponts et Chaussées, 1997, 284 p.  (ISBN 2-85978-256-7)
- La tragédie en héritage, de Freud à Sophocle, Paris, éd. Eshel, 1999, 260 p.  (ISBN 2-906704-71-7) 978-2
- L'art de communiquer, Médecine et hygiène, Genève, 2000, éd. Georg, 192 p. (ISBN 2825707171)
- Expériences de la perte, Paris, PUF, 2005, 382 p. (ISBN 2-13-055368-0 et 978-2-491526-00-9)
- Quelle croissance pour l'humanité ?, Paris, L'Harmattan, 2012, 170 p.  (ISBN 978-2-296-96114-2)
- Sigmund Freud - Benedictus de Spinoza, Correspondance, 1676-1938, Paris, Gallimard, 2016, 336p.  (ISBN 978-2-07-017876-6)
- Café-Spinoza, Paris, Le bord de l'eau, 2017, 264 p.  (ISBN 978235687-5013)
- Prévenir vaut mieux que guérir, La prévention précoce, à tous âges (ouvrage collectif), Economia, juin 2017, 80 p.  (ISBN 978-2-7178-6975-0)[38].
- Liberté, Égalité, Fraternité...Intégrité. Les valeurs ne s'usent que si l'on ne s'en sert pas. L'Harmattan, juillet 2018,  (ISBN 978-2-343-15423-7)
- A la recherche d'une humanité durable, L'Harmattan, octobre 2018.  (ISBN 978-2-343-15719-1)
- Eclats d'un monde disparu. Une famille juive entre Vienne et la Galicie, éditions de l'Elan, mars 2020.  (ISBN 978-2-491526-00-9)
- Nietzsche lecteur de Heidegger. L'Elan des mots, septembre 2020.  (ISBN 978-2-491526-07-8)
- Vlad le destructeur. Pourquoi l'Ukraine ne veut pas être russe. L'Elan des mots, septembre 2022.  (ISBN 978-2-491526-19-1)

### Quelques articles et conférences
- Humanité, humanisme, humanités, colloque Humanités et grandes écoles, Lyon, novembre 1996.
- Jean-Marie Domenach et la tragédie, Journée d'hommage à Jean-Marie Domenach, organisé par la revue Esprit et par l'École polytechnique, revue La Jaune et la Rouge, numéro 535, mai 1998.
- Anthropologie de la citoyenneté, quatre conférences au séminaire Sociologie de la citoyenneté de Dominique Schnapper, EHESS, janvier 1999.
- Technologie, technopraxie, technolâtrie, conférence aux 22e journées internationales sur la communication, l'éducation et la culture scientifique et industrielle (JIES XXI), artheque, ENS Cachan, Chamonix, mars 1999.
- L'exercice de la citoyenneté et la démocratisation des institutions, Note d'orientation sur l'exercice de la citoyenneté et la démocratisation des institutions, (en collaboration avec Jean-Claude Boual, Serge Depaquit, Yves Salesse, Maxime Sassier, Arnaud Spire), note no 4 de la fondation Copernic, 14 avril 2000.
- La lepénisation des esprits et la crise de notre démocratie. Vers une politique des droits de l'homme et une refonte des institutions[39] (avec Jean-Claude Boual, Michèle Descolonges, Françoise Héritier, Maxime Sassier, Arnaud Spire, Yan Thomas, Jean-Pierre Vernant), Le Monde, 2 mai 2002
- Genèse du sujet et altérité chez Nicolas Abraham et Emmanuel Levinas, in Philosophie/psychanalyse, Le Coq Héron no 171[40], décembre 2002
- Levinas and passivity[41], colloque Levinas and the psychology of the Other, College of Arts and Sciences, Seattle University, octobre 2003
- Intolérance, conférence à la Grande Loge de France, novembre 2006
- Entretien avec Michel Juffé sur la tolérance par Jean Moreau, Le maillon de la chaîne maçonnique, no 97[42], février 2007
- Levinas (mis)reader of Spinoza[43], Levinas Studies[44], vol 2, Duquesne University Press, mai 2007
- Adapter qui à quoi ? Quelle place pour l'homme dans la nature ?, Responsabilité et environnement[45], no 56, octobre 2009
- La descendance des bactéries, Chimères, no 73, 2010/2[46].
- La résilience, de quoi, à qui et pourquoi ? in La résilience plus qu'une mode ? Responsabilité et environnement, no 72[47], octobre 2013
- Habitats, écosystèmes, territoires... même combat ! (avec Henri Décamps), Écologie et politique[48], mai 2016
- L'énigme de la cruauté, Nouvelle Quinzaine Littéraire[49], 1er juillet 2016.
- Frères en incroyance, Colloque Les psychanalystes lisent Spinoza, Cerisy-la-salle, 5 septembre 2016[50].
- Croire ou ne pas croire, NQL, 15 novembre 2016[51].
- Qu'est-ce que l'éthique : entre capacités du corps (Spinoza) et maturité sexuelle (Freud), Université Paris 8, 15 décembre 2016[52]
- On est prié d'ouvrir les yeux : faut-il lire Mein Kampf ?, NQL, 16 février 2017[53].
- La laïcité : 1670, 1789, 1905, 2017 ?, NQL, 1er avril 2017[54].
- De l'avidité en politique et en général et de ce qu'elle peut apprendre du/au psychanalyste, NQL, 1er mai 2017[55]
- La psychanalyse, un antidote à l'idolâtrie politique ? NQL, 1er mai 2017[56]
- Quel est le QI de Laurent Alexandre ? Maisoùvaleweb, 5 septembre 2017[57]
- « Délivrons-nous du mal » (requiem pour Angèle), NQL, 16 novembre 2017[58]
- Sigmund Freud, La Marque jaune et les adorateurs du cerveau « augmenté », Maisoùva le web, 6 février 2018[59]
- Les cannibales aiment-ils les morts ?, NQL, 16 mars 2018[60]
- Les vrais amis de Spinoza, IPhilo, 14 avril 2018[61]
- Le corps est-il l’esprit ? Entretien avec Henri Atlan, NQL, 16 mai 2018[62]
- Frédéric Lenoir, vrai ou faux ami de Spinoza ?, IPhilo, 14 juin 2018[63]
- Psychanalyse et neurosciences peuvent-elles faire bon ménage ?, NQL, 1er juillet 2018[64]
- Qu'est-ce que le progrès ? NQL, 1er octobre 2018